# Neosaropogon janforresti
Neosaropogon janforresti là một loài ruồi trong họ Asilidae. Neosaropogon janforresti được Lavigne miêu tả năm 2006.